# Prix Blumenthal (mathématiques)
Pour les articles homonymes, voir Blumenthal.
Ne pas confondre avec Prix Blumenthal.
Le prix Blumenthal est une distinction mathématique fondée par l'American Mathematical Society en 1993 en mémoire de Leonard M. (en) et Eleanor B. Blumenthal. 
Le prix est décerné à un individu réputé avoir effectué la plus importante contribution de la recherche dans le domaine des mathématiques pures, et qui est considéré comme ayant le potentiel pour produire de futures éminentes recherches dans ce domaine. Il est décerné tous les quatre ans pour l'une des plus importantes thèses de doctorat produites dans les quatre ans écoulés entre les prix. Le fonds qui soutenait le prix a été dissout et, ainsi, le prix n'est plus décerné depuis 2009.

## Lauréats
- 1993 – Zhihong Xia
- 1997 – Loïc Merel
- 2001 – Stephen Bigelow et Elon Lindenstrauss
- 2005 – Manjul Bhargava
- 2009 – Maryam Mirzakhani[1]